# トランスアバンギャルド
トランスアバンギャルド（Transavantgarde）は、1970年代後期・1980年代にイタリア中、それに西ヨーロッパの一部で吹き荒れた芸術運動で、新表現主義のイタリア版である。「transavantgarde」という新語はイタリアの美術評論家アキーレ・ボニート・ オリーヴァ（Achille Bonito Oliva）が作ったもので、「アバンギャルドを越えたもの」という意味である。トランスアバンギャルドはコンセプチュアル・アートを否定し、感情、とくに「喜び」を絵画や彫刻に再び導入した。この運動に参加した美術家たちはフィギュラティヴ・アートや象徴主義を復活させた。
トランスアバンギャルドの主要な美術家には以下のような人たちがいる。
- サンドロ・キア
- フランチェスコ・クレメンテ
- エンツォ・クッキ
- ニコラ・デ・マリア
- ミンモ・パラディーノ
- レモ・サルヴァドーリ